# Гамбург, Марк Михайлович
Марк Михайлович Гамбург (англ. Mark Hambourg; 31 мая [12 июня] 1879, Богучар, Воронежская губерния — 26 августа 1960, Кембридж, Великобритания) — английский пианист российского происхождения. Сын Михаила Гамбурга, старший   брат  Бориса, Яна и Клемента Гамбургов.

## Биография
Родился в Богучаре Воронежской губернии в семье выпускника Санкт-Петербургской консерватории, виленского мещанина Михаила Клементьевича Гамбурга и Екатерины Герцовны Гиршкович (в Богучаре жила семья матери). Учился фортепиано у своего отца и проявил большую одарённость. Он дебютировал на московской концертной сцене в возрасте 9 лет, сыграв 20-й фортепианный концерт Моцарта K.466; после этого успеха Марк в сопровождении отца отправился в Лондон, где в 1890 г. выступил с концертом из произведений Баха и Бетховена. Успех этого и последовавших выступлений, в том числе и финансовый, позволил Михаилу Гамбургу переселиться в Лондон вместе с Марком и двумя другими сыновьями. В Лондоне Марк Гамбург много выступал как пианист-вундеркинд. Затем в 1891 г. по рекомендации Игнаца Падеревского Марк был направлен в Вену для обучения у Теодора Лешетицкого; обучение продлилось три года и завершилось выступлением Гамбурга с Венским филармоническим оркестром под управлением Ханса Рихтера (исполнялся Первый концерт Шопена). Лешетицкий был настолько доволен своим учеником, что вернул Гамбургу деньги, уплаченные им за три года учёбы.
Начиная с 1895 г. Гамбург активно концертировал: давал гастроли в Австралии, много играл в Лондоне (исполняя, среди прочего, фортепианный концерт Бузони вместе с оркестром под управлением автора — этот концерт положил начало дружбе двух музыкантов, Бузони посвятил Гамбургу Сонатину № 2), сотрудничал с ведущими оркестрами мира, выступал вместе с такими выдающимися музыкантами, как Эжен Изаи, Альфредо Пиатти. Уже к 1906 г. Гамбург дал свой тысячный концерт, а в 1913 г. — двухтысячный. Он продолжал выступать до 1955 г., отметив в 1950 г. шестидесятилетие своего первого лондонского выступления юбилейным концертом из произведений Бетховена и Шопена в театре Ковент-Гарден.
Марк Гамбург принял британское гражданство в 1896 г., а в 1907 г. женился на Доротее Мьюир-Маккензи, дочери лорда, и таким образом стал вхож в высший свет британского общества.
Гамбург был одним из первых пианистов, чьё исполнение было записано: первые записи его игры датированы 1909 г. Среди ранних записей Гамбурга преобладают произведения Дебюсси, Скрябина, Рахманинова, Равеля.
Гамбургу принадлежит несколько фортепианных сочинений, в том числе Вариации на тему Паганини (1902), популярная книга «Как стать пианистом» (англ. How to become a pianist; 1922) и две автобиографии: «От пиано к форте» (англ. From Piano to Forte; 1931) и «Восьмая октава» (англ. The Eighth Octave; 1951).